# Rhyticeros narcondami
Rhyticeros narcondami este o specie de pasăre rinocer din familia Bucerotidae. Este endemică pe insula indiană Narcondam din arhipelagul Andaman. Masculii și femelele au penaj distinct. Această pasăre rinocer are cea mai mică arie de răspândire dintre toate speciile de păsări rinocer asiatice.

## Descriere

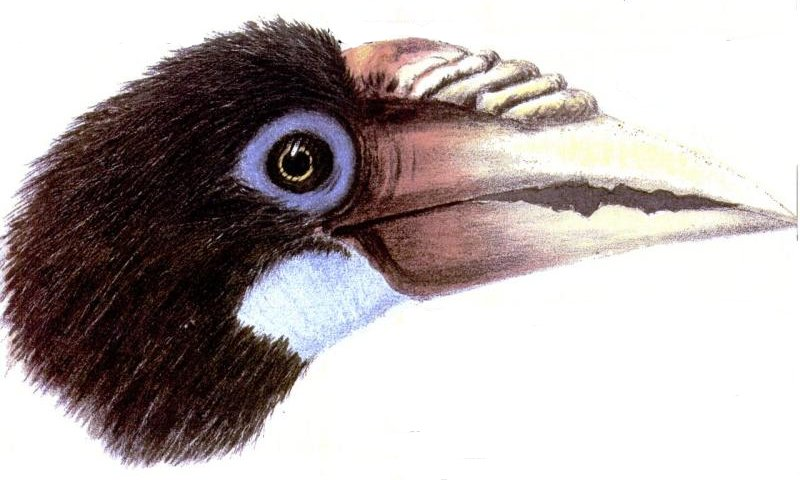
Cap de femelă (C P Cory, 1901)

Această specie este o pasăre rinocer mică, lungă de doar 66 cm. Penajul diferă între sexe. Masculul are capul și gâtul rufescente, corpul negru și părțile superioare lucioase verzui. Femelele sunt complet negre. Au un petec alb-albăstrui pe gât, iar coada este albă la ambele sexe. Ambele sexe au ciocul cu câteva falduri pe partea superioară a bazei mandibulei superioare. Pielea din jurul ochiului este albăstruie. Irisul masculului este roșu-portocaliu, în timp ce la femelă este maro-măsliniu cu un inel galben pal. Ciocul este ceros, iar faldurile de pe cască sunt maronii. Ciocul este roz spre bază. Picioarele sunt negre, iar talpa este galbenă.

## Taxonomie
Specia a fost descrisă de Allan Octavian Hume⁠(d) în 1873. Este plasată în genul Rhyticeros, care este întâlnit numai în Asia. Dovezile moleculare sugerează că păsările rinocer își au originea în Africa. Specii strâns înrudite includ Rhyticeros undulatus⁠(d) și Rhyticeros plicatus.

## Comportament

### Vocalizări
Adulții cântă ka-ka-ka în zbor și ko ... kokoko..ko..kok.. kok.. la cuib. Pui din cuib produc slab sunete ciu.

### Dietă și ecologie
Specia este predominant frugivoră. Pe baza semințelor de sub copacii în care cuibăresc, au fost identificate următoarele specii de arbori alimentari: Anamirta cocculus⁠(d), Capparis sepiaria⁠(d), C. tenera var. latifolia, Garuga pinnata⁠(d), Amoora rohituka, Terminalia catappa⁠(d) și Ixora brunniscens. Nouă specii de fructe au fost înregistrate în dieta lor într-un studiu ulterior: Caryota mitis⁠(d), Myristica andamanica⁠(d), Artocarpus chaplasha, Dillenia indica, Sideroxylon longipetiolatum, Syzygium cumini⁠(d), Ficus scandens⁠(d), Ficus glomerata⁠(d) și Ficus sp. Ca și alte păsări rinocer, consumă și nevertebrate și, ocazional, se hrănesc cu reptile mici. Atacă uneori vulturii de mare cu burtă albă care zboară prea aproape. Fiind predominant mâncătoare de fructe, păsările rinocer joacă un rol important în împrăștierea semințelor de smochine și altor specii de plante. Smochinele sunt importante în ecologia multor alte specii de păsări rinocer insulare și reprezintă un factor major care determină modelele de distribuție a păsărilor în păduri.

### Reproducere
Perioada de împerechere se întinde cel puțin din februarie până în aprilie. Speciile cuibăresc în găuri pe trunchiuri sau ramuri rupte ale copacilor mari. Femela rămâne ascunsă în cavitatea cuibului pe durata depunerii ouălor și a creșterii puilor. În această perioadă, femela își pierde penele de zbor și, prin urmare, nu poate zbura. Masculul aduce hrană pentru femelă și pui. În general, doi pui sunt crescuți de o pereche. Păsările ajung la maturitate sexuală la peste patru ani și reprezintă 46–53 % din populație.
Specia a fost ținută în captivitate, dar nu a fost înmulțită cu succes. În 1972, S. A. Hussain⁠(d) a vizitat insula Narcondam și a capturat două păsări rinocer adulte și puii lor. Cei doi pui au fost duși la Mumbai după ce masculul a murit în timpul călătoriei și femela a scăpat în Madras, fără a mai fi găsită. Puii au crescut și au trăit aproximativ 6 ani, dar odată cu vârsta, femela a arătat o agresivitate crescândă față de fratele mascul, rănindu-l în cele din urmă atât de rău încât acesta a murit.

## Habitat și răspândire

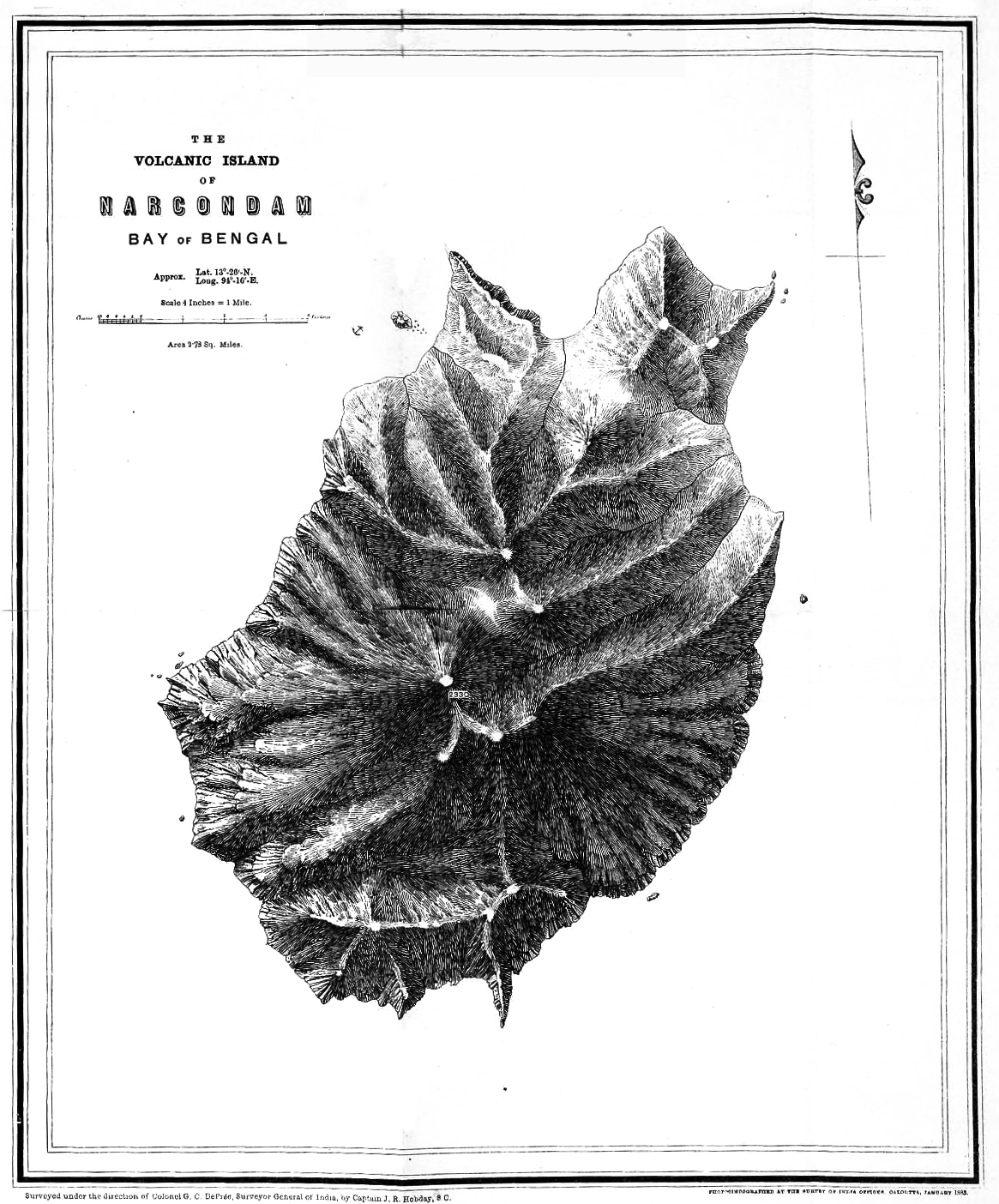
Topografia insulei Narcondam

Pasărea este rezidentă în pădurea mixtă destul de deschisă, care se întinde pe cea mai mare parte a insulei de la nivelul mării până la aproximativ 700 m. Cu toate acestea, cele mai multe cuiburi se găsesc sub 200 m. Pentru cuibărit și adăpostire, pasărea preferă pădurea matură virgină, în care găsește copaci mari. Copacii de cuibărit preferați sunt specii de Sideroxylon⁠(d) și Sterculia⁠(d).
Întreaga populație (estimată la aproximativ 200 de păsări în 1905 și 1984) este limitată la doar insula Narcondam din lanțul insular Andaman. Insula este acoperită de păduri și se ridică la o înălțime de aproximativ 700 m deasupra nivelului mării. Este în mare parte lipsită de prezența umană. Insula este adesea lovită de furtuni ciclonice în Golful Bengal. În 2000, a fost făcută o estimare de 434 de păsări, cu o densitate de 54 la 72 de păsări pe kilometru pătrat pe insulă, care are o suprafață de aproximativ 6,8 kilometri pătrați. A fost estimată o densitate a cuiburilor de 2,8 perechi pe kilometru pătrat.

## Stare de conservare
O oarecare prezență umană pe insulă a fost observată recent, iar din 2009 specia are o stare de conservare ca vulnerabilă.
Insula Narcondam a fost în trecut în mare parte nepopulată. Caprele au fost introduse de mai multe ori pe insulă în trecut, iar o vizită în 1991 a dezvăluit că caprele sălbatice au proliferat în jurul unui vechi avanpost al Poliției. În 2011, a existat o propunere a pazei de coastă indiene de a ridica o stație radar și o stație de generare a energiei pe bază de motorină pentru aceasta pe insulă. Acest plan nu a fost aprobat din cauza amenințărilor legate de creșterea activității umane și a perturbării și a amenințării unei serii de specii insulare endemice, inclusiv păsările rinocer. Planul a fost în cele din urmă anulat de Ministerul Mediului și Pădurilor în 2012. Cu toate acestea, în urma activității de monitorizare chineze din Insula Coco din Myanmar, aprobarea pentru stația radio a fost acordată în iunie 2014.